# Fars pige
Fars pige er en dansk kortfilm fra 2014 med instruktion og manuskript af Morten Olsen.

## Handling
En kvinde føler sig fanget i sin egen lejlighed siden hun oplevede et overgreb som barn og har ikke været i stand til at komme videre med sit liv, men idet hun åbner en pakke fra sin far, gør hun op med sin mørke fortid.